# Subprefectura de Casa Verde
La subprefectura de Casa Verde es una de las 32 subprefecturas de la ciudad de São Paulo, siendo regida por la Ley Nº 13,999 del 1 de agosto del 2002.
Está conformada por tres distritos: Casa Verde, Cachoeirinha y Limão que sumados representan un área de 26.7 kilómetros cuadrados y una población de 309,376 habitantes.